# 崔林
崔林（2世纪？—245年），字德儒，清河郡东武城县（今河北省衡水市故城县）人，崔琰從弟。有子崔述、崔随、崔參。

## 生平

### 大器晚成
崔林大器晚成，起初不被宗族看重，唯獨被從兄崔琰看重。曹操灭袁绍，平定冀州，任命他为鄔縣（今介休市）長，當時崔林相當貧窮，只能一個人不乘車馬親自徒行赴任。
曹操曾經詢求最有德政的官員，崔林被并州刺史張陟推薦，也被曹操提拔為冀州主簿，不久改任別駕、丞相掾屬，曹魏建立后来改任御史中丞。

### 曹魏之後
魏文帝曹丕时期，改任幽州刺史，曹丕的寵臣吳質掌管北方軍權，當時的人都要為他阿諛奉承，涿郡太守王雄曾勸說幽州刺史崔林之別駕，與當時都督北方的吳質交流，以免邊境有叛亂的時候被歸咎處罰，但崔林以應對外族、政務優先作為回答。崔林在官雖然能平息政務，然而這也招致吳質懷恨，因此崔林被貶為河間太守，也受到很多人同情。
後來擔任大鸿胪，並簡化當時的外交禮儀。
魏明帝时，擔任司隶校尉、光祿勳，不久升任三公之一的司空，封安阳亭侯，食邑六百户，開創了三公者可封侯的起源，後又進封安阳乡侯，曹芳在位时的正始五年十二月去世，谥号孝侯。

## 成語
- 大器晚成

## 後代
- 曾孫崔悅[4]
- 九世孫崔彥珍、崔彥穆[5]

## 延伸阅读
[在维基数据编辑]
 《三國志/卷24》，出自陳壽《三國志》